# دیک دبندیکتیس
دیک دِبندیکتیس (انگلیسی: Dick DeBenedictis؛ زادهٔ ۲۳ ژانویهٔ ۱۹۳۷) آهنگساز اهل ایالات متحده آمریکا است.
او تا کنون ۱۰ مرتبه، نامزدِ دریافتِ جایزه امی بوده است.
از فیلم‌ها یا مجموعه‌های تلویزیونی که وی در آن‌ها نقش داشته است، می‌توان به ستوان کلمبو و کارآگاه راکفورد اشاره نمود.